# Conus loroisii
Espèce
Statut de conservation UICN

 LC  : Préoccupation mineure
Conus loroisii est une espèce de mollusques gastéropodes marins de la famille des Conidae.
Comme toutes les espèces du genre Conus, ces escargots sont prédateurs et venimeux. Ils sont capables de « piquer » les humains et doivent donc être manipulés avec précaution, voire pas du tout.

## Distribution

### Niveau de risque d’extinction de l’espèce
Selon l'analyse de l'UICN réalisée en 2011 pour la définition du niveau de risque d'extinction, cette espèce est présente autour du sud et de l'est de l'Inde, y compris au Sri Lanka puis vers l'est jusqu'aux Philippines, à la Papouasie-Nouvelle-Guinée et aux îles Salomon. Cette espèce est très commune dans sa vaste aire de répartition de l'Indo-Pacifique. Il n'y a pas de menaces majeures connues pour cette espèce. La taxonomie peut être contestée. Nous l'avons listé comme étant de préoccupation mineure.

## Taxinomie

### Publication originale
L'espèce Conus loroisii a été décrite pour la première fois en 1846 par le zoologiste français Louis Charles Kiener,.

### Synonymes
- Conus (Dendroconus) loroisii Kiener, 1846 · appellation alternative
- Conus agrestis Mörch, 1850 · non accepté
- Conus buxeus loroisii Kiener, 1846 · non accepté > superseded combination
- Conus figulinus  var. insignis Dautzenberg, 1937 · non accepté
- Conus huberorum da Motta, 1989 · non accepté
- Dendroconus buxeus loroisii (Kiener, 1846) · non accepté > superseded combination